# Kto przyprowadził Doruntinę?
Kto przyprowadził Doruntinę? (alb. Kush e solli Doruntinën) – powieść albańskiego pisarza Ismaila Kadare. Po raz pierwszy została wydana w roku 1979. Polski przekład powieści, dokonany z języka francuskiego przez Annę Laurent i wydany w 1991 r., był trzecim przekładem powieści Kadarego na język polski.

## Opis fabuły
Powieść Kadare nawiązuje do średniowiecznej przeszłości Albanii, w której rozgrywają się wydarzenia związane z legendą o Konstantynie i jego siostrze Doruntinie. Spośród dziesięciorga dzieci starej Albanki została przy życiu tylko jej córka Doruntina i syn Konstantyn. Córka poślubia mężczyznę z dalekich stron, ale matka obawia się o jej los. Wtedy syn Konstantyn składa uroczystą przysięgę, że przyprowadzi siostrę do domu, jeśli tylko matka zechce ją zobaczyć. Przedwczesna śmierć Konstantyna wprowadza matkę w rozpacz. Złorzeczy zmarłemu synowi, że nie dotrzymał besy (przysięgi), choć przysięga w prawie zwyczajowym jest ważniejsza niż śmierć. Ktoś, kto przypomina zmarłego Konstantyna jednak przyprowadza do domu Doruntinę. W powieści Kadare główną rolę odgrywa lokalny urzędnik, kapitan Gjergj Stres, który na polecenie Księcia ma sporządzić raport na temat tajemniczych okoliczności śmierci matki i córki, które zmarły w ciągu jednej październikowej nocy. Krążące plotki o naruszeniu grobu Konstantyna i o kazirodztwie skłaniają Stresa do szczególnej ostrożności, ale i zatuszowania ewentualnego skandalu.
Podobnie jak w innych utworach pisarza z początkowej fazy jego twórczości podstawą jest przekaz folklorystyczny i atmosfera tajemniczości, w której żadne z podstawowych pytań nie ma jednoznacznej odpowiedzi. Powieść należy do najczęściej tłumaczonych dzieł Ismaila Kadare - doczekała się przekładu na trzynaście języków. Na motywach powieści w 1989 zrealizowano film pod tym samym tytułem (reż. Llazi Sërbo).

## Recenzje (w języku polskim)
- A. Cebulska, Pytanie, Wprost 1992/6, s.67.
- Jan Marx, Baśń kryminalna z politycznym morałem, Dziś 1992/9, s.167-170.

## Inne tłumaczenia powieści
- 1988: Doruntine (ang. tłum. Jusuf Vrioni)
- 1988: Qui a ramené Doruntine ? (franc. tłum. Jusuf Vrioni)
- 1988: Vem förde hem Doruntine? (szw. tłum. Marianne Eyre)
- 1989: Koj zowede Doruntina (bułg. tłum. Marina Marinowa)
- 1990: El viaje nupcial (hiszp. tłum. Ramón Sánchez Lizarralde)
- 1990: Doruntinas Heimkehr (niem. tłum. Joachim Röhm)
- 1990: Hvem hjemførte Doruntine? (duńs. tłum. Gerd Have)
- 1990: Hvem fulgte Doruntine hjem? (norw. tłum. Christine Amadou)
- 1994: Dare ga doruntina o turemodositaka (jap. tłum. Atusi Hiraoka)
- 1997: Wie bracht Doruntina (niderl. tłum. Roel Schuyt)
- 1997: چه كسى دورونتين را باز آورد (pers. tłum. Qāsim Sanʻavī)
- 2011: Kdo přivezl Doruntinu? (czes. tłum. Orkida Borshi)
- 2016: من أعاد دورونتين؟ : روايه / (arabs. tłum. Anṭwān Abū Zayd)